# Ulrich Kasten
Ulrich Kasten (* 10. Januar 1950 in Halberstadt) ist ein deutscher Politiker (PDS). Er war von 1994 bis 2006 Mitglied im Landtag Sachsen-Anhalt.

## Ausbildung und Leben
Ulrich Kasten besuchte 1956 bis 1964 die POS und machte 1964 bis 1968 eine Berufsausbildung mit Abitur (Maschinenbau) an der EOS Halberstadt. 1968 bis 1971 studierte er Physik und 1972 bis 1976 Agrarwissenschaften an der Martin-Luther-Universität Halle-Wittenberg. 1990 schloss er das Postgradualstudium Fachschulpädagogik an der Universität Leipzig ab. 1971 bis 1972 arbeitete er als Landarbeiter, bis 1978 als Anbauberater Getreidewirtschaft in Dresden und bis 1982 als Aufbauleiter Landwirtschaftsmuseum für den Bezirk Halle am Burg- und Kreismuseum Querfurt. Danach war er bis 1987 Lehrer an der Kreislandwirtschaftsschule Dresden und bis 1992 Fachschullehrer an der Agraringenieurschule für Versuchswesen in Quedlinburg. 1992 bis 1994 war er Leiter Öffentlichkeitsarbeit, Umweltbildung und -erziehung im Nationalpark Hochharz. 
Ulrich Kasten, der konfessionslos ist, ist verheiratet und hat zwei Kinder.

## Politik
Ulrich Kasten ist seit 2000 Mitglied der PDS und Mitglied im Kreisverband Halberstadt. Seit 2004 ist er Mitglied des Stadtrates und des Kreistages Halberstadt. Er wurde bei der Landtagswahl in Sachsen-Anhalt 1994, 1998 und 2002 über die Landesliste in den Landtag gewählt. Im Landtag war er Mitglied im Ausschuss für Umwelt und im Ausschuss für Wohnungswesen, Städtebau und Verkehr.